# YouTube TV
YouTube TV ist eine Onlinedienst von YouTube mit einem kostenpflichtigen Video-on-Demand- und Streaming-Angebot mit Registrierungspflicht. Das Angebot von YouTube TV umfasst die wichtigsten US-amerikanischen Sender wie ABC, CBS, NBC, Fox, FX Network, AMC, CNN, Fox News, TBS, Discovery Channel und ESPN. Der Dienst steht zurzeit nur Nutzern mit US-amerikanischer IP-Adresse zur Verfügung. Der Service kann von mobilen Endgeräten, Computern, Smart TVs und Streaming Media Playern abgerufen werden. YouTube TV bietet einen Cloud-basierten DVR-Dienst mit unbegrenztem Speicherplatz, der Aufnahmen für neun Monate speichert. Jedes Abonnement kann auf sechs Konten aufgeteilt werden und ermöglicht bis zu drei gleichzeitige Streams. Der Dienst überschritt 2019 die Schwelle von über eine Million Abonnenten.
YouTube TV begann im April 2017 mit dem Streaming in fünf US-Städten – New York City, Los Angeles, Chicago, Philadelphia und San Francisco. Kanäle, die abgerufen werden konnten, waren CNBC, MSNBC, Fox News, BBC World News, The Smithsonian Channel (ein Kanal des CBS-eigenen Showtime Networks); SundanceTV (im Besitz von AMC Networks); zahlreiche Sportkanäle; Disney Channel (im Besitz von The Walt Disney Company) und BBC America (gemeinsam im Besitz von AMC Networks und BBC Studios). YouTube TV-Mitglieder haben auch Zugriff auf Filme und Serien von YouTube Premium (obwohl YouTube TV kein YouTube Premium-Abonnement enthält). Seit 2017 bzw. 2018 können auf YouTube TV auch Spiele und Highlights der Major League Soccer, Major League Baseball und National Basketball Association abgerufen werden.
Die Erreichbarkeit des Service wurde im Januar 2019 auf 98 Prozent der US-Haushalte ausgeweitet. Im März 2019 startete YouTube TV in Glendive (Montana) und ist damit in allen Fernsehmärkten der USA verfügbar.
Am 10. April 2019 fügte YouTube TV neun Netzwerke von Discovery, Inc. hinzu (darunter Discovery Channel, Travel Channel, HGTV und Food Network). Dies brachte YouTube TV auf mehr als 70 Kanäle. Google kündigte auch an, dass sie das Oprah Winfrey Network hinzufügen würden.
Am 29. Juli 2019 gab YouTube TV auf der Summer Press Tour der Television Critics Association in Pasadena (Kalifornien), bekannt, dass es einen wegweisenden mehrjährigen Vertrag mit PBS geschlossen hat, um die Übertragung von Live-Streams von PBS-Mitgliedssendern und dem PBS Kids Channel ab dem vierten Quartal 2019 zu ermöglichen.